# Marcel Lefebvre
Mons. Marcel-François Lefebvre C.S.Sp. (29. listopadu 1905 Tourcoing – 25. března 1991 Martigny) byl francouzský arcibiskup, čelný představitel katolického tradicionalismu po II. vatikánském koncilu a zakladatel Kněžského bratrstva sv. Pia X.
Byl apoštolským vikářem v Dakaru (1947–1955), apoštolským delegátem pro Francouzskou Západní Afriku (1948–1959), arcibiskupem Dakaru (1955–1962), biskupem Tully (1962), generálním představeným otců Svatého Ducha (1962–1968) a generálním představeným Kněžského bratrstva sv. Pia X. (1970–1982).
V roce 1988 byl prohlášen za samočinně exkomunikovaného pro nedovolené vysvěcení čtyř kněží FSSPX na biskupy. Platnost této exkomunikace nikdy neuznal.

## Život

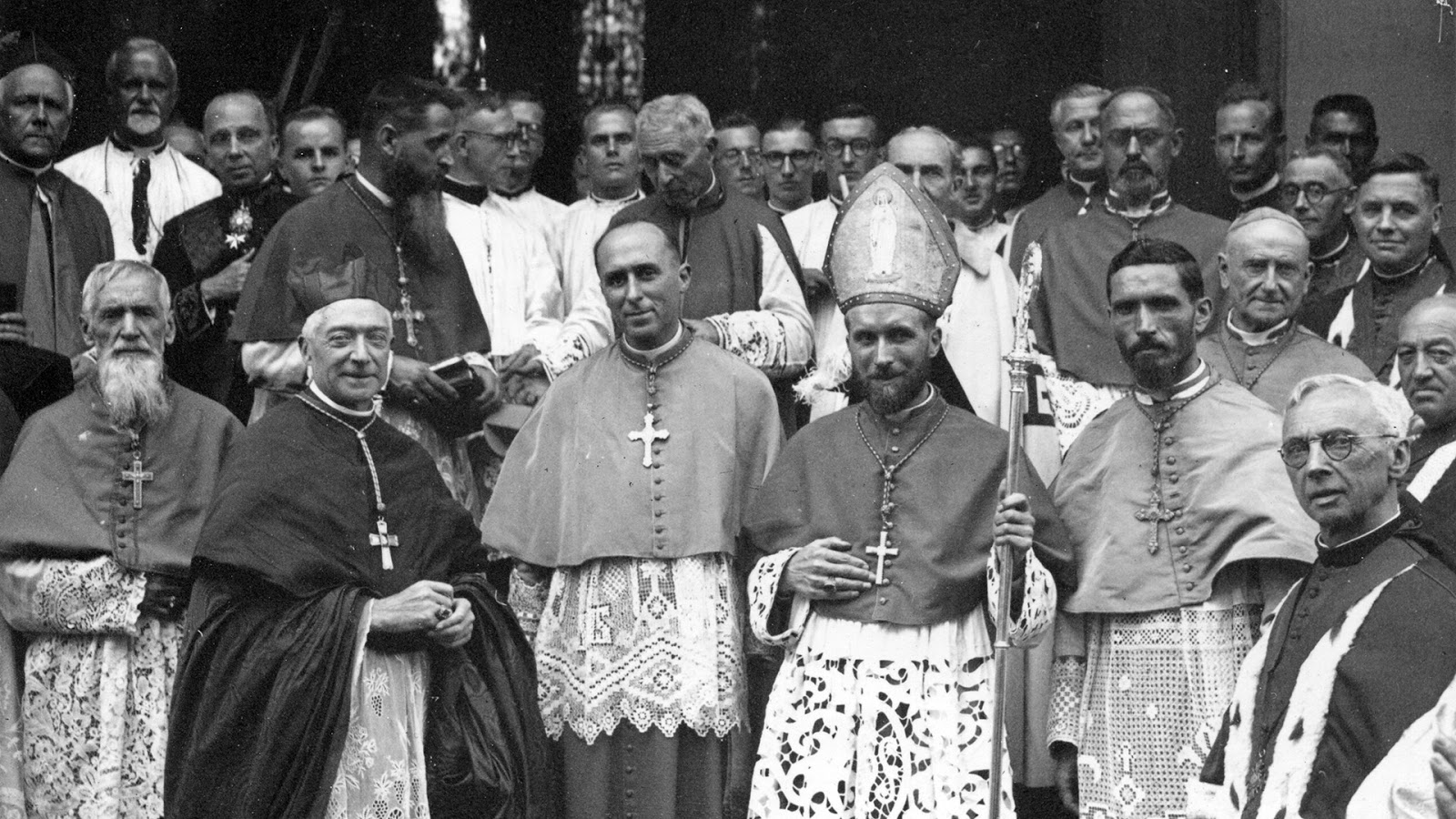
Marcel Lefebvre (třetí zprava) po svém biskupském svěcení, 18. září 1947, Tourcoing

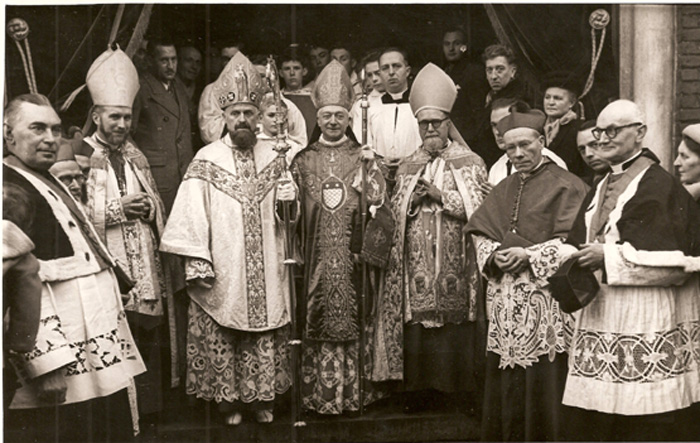
Biskupské svěcení Mons. Orchiese, zleva: Mons. Marcel Lefebvre (1. spolusvětitel), Mons. Emile Orchies, kardinál Liénart (hlavní světitel), Mons. Paul Biéchy (2. spolusvětitel), Mons. Henri Dupont (pomocný biskup lillský)

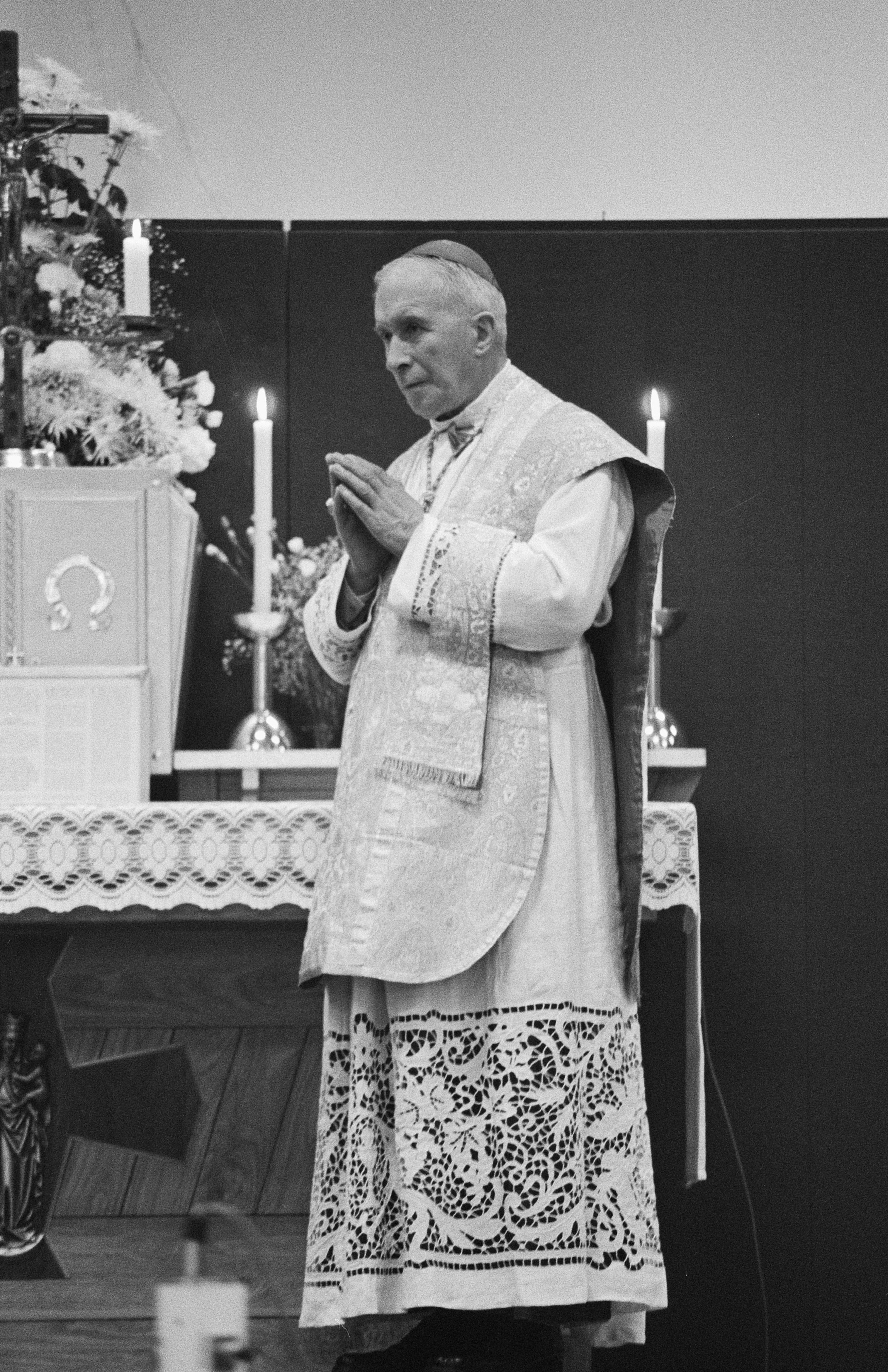
Arcibiskup Marcel Lefebvre při bohoslužbě (1981)

Narodil se jako třetí potomek z celkem osmi dětí. Vyrůstal v katolickém prostředí, jeho matka Gabrielle Lefebvre byla členkou III. řádu svatého Františka, a již od mládí byl veden ke zbožnosti. Roku 1923 vstoupil do kněžského semináře. Po ukončení studií byl vysvěcen na kněze a rok působil jako vikář v Marais de Lomme. Posléze působil jako profesor dogmatiky a exegeze na semináři v Libreville. Od roku 1934 seminář vedl. Po dvou letech byl pověřen vedení mise v Dangile.
Za 2. světové války působil v Africe, jeho otec René Lefebvre byl ve Francii zatčen za účast v odboji a posléze zemřel v koncentračním táboře v Sonnenburgu.
V roce 1945 byl Marcel povolán zpět do Francie, ale vydržel v ní jen 18 měsíců, protože byl jmenován apoštolským vikářem v Dakaru. Na biskupa byl vysvěcen 18. září 1947 v Tourcoingu. Po roce působení byl již apoštolským delegátem pro celou francouzsky mluvící Afriku. V roce 1955 se stal prvním arcibiskupem v Dakaru. Během jeho působení v Senegalu výrazně napomohl rozvoji křesťanství v této zemi.
V roce 1962 opustil na přání papeže Jana XXIII. dakarskou diecézi a stal se biskupem v Tulle a titulárním arcibiskupem. Ovšem již po půl roce byl zvolen generálním představeným kongregace Otců sv. Ducha. Velký zlom v jeho životě představoval Druhý vatikánský koncil, kde byl členem přípravné skupiny. Na začátku koncilu byly však všechny připravené dokumenty zamítnuty. Dále se výrazně angažoval na straně tradičních katolíků a proti „protestantizaci“ Církve. Po koncilu zůstal generálním představeným Otců sv. Ducha, ale postupně se stal nežádoucím, a tak se roku 1968 se své funkce vzdal. Působil dále jako předseda komise pro africké katechismy.
Ačkoliv měl v úmyslu se odebrat do ústraní, po naléhání několika seminaristů ve věku 65 let vypracoval stanovy kněžského sdružení, jehož úkolem je výchova a pastorace kněží. Kněžské bratrstvo sv. Pia X. bylo založeno na svátek Všech svatých v roce 1970. Již od svého založení bylo Bratrstvo kritizováno některými liberály z řad církve, nejvíce asi kardinálem Villotem. V roce svého založení bylo sídlo Bratrstva přesunuto z Fribourgu do Ecônu. Ve Fribourgu se Bratrstvo pokusil zrušit tamní biskup Pierre Mamie, ale tento úkon nebyl v souladu s církevním právem, jelikož takovéto zrušení by mohlo být učiněno pouze z Vatikánu.
V průběhu let se začalo Kněžské bratrstvo sv. Pia X. šířit do dalších zemí a vysvětilo řadu kněží. V roce 1983 složil Mons. Lefebvre svou funkci a uvedl do ní svého nástupce Franze Schmidbergera.
Jelikož hrozilo, že se nenajde biskup, který by po jeho blížící se smrti prováděl svěcení, žádal Jana Pavla II. o vysvěcení nových biskupů. Po dlouhých jednáních k dohodě nedošlo, a tak se rozhodl vysvětit čtyři nové biskupy, aby mohli pokračovat v jeho díle, i bez souhlasu Vatikánu. Svěcení se konalo 30. června 1988 za účasti biskupa Castro Mayera jako spolusvětitele a čtyř brazilských kněží, kteří jej doprovázeli. Nově vysvěcení biskupové byli oprávněni pouze udílet svěcení, řádnou jurisdikci jim Lefebvre, aby se nedopustil schizmatu, nepředal.[zdroj?]
Kněžské bratrstvo svatého Pia X. zastává názor, že tato svěcení nemusejí znamenat exkomunikaci a schizma s katolickou církví, nicméně čelní představitelé katolické církve konstatovali již 1. července téhož roku, že daný čin znamená automatickou exkomunikaci Lefebvra i spolusvětitele. Papež Jan Pavel II. v apoštolském listu Ecclesia Dei vyhlásil, že důsledkem vědomé spolupráce s bratrstvem je exkomunikace. V roce 2009 papež Benedikt XVI. exkomunikaci biskupů FSSPX zrušil.